# یواس‌اس تالیبی (اس‌اس-۲۸۴)
یواس‌اس تالیبی (اس‌اس-۲۸۴) (به انگلیسی: USS Tullibee (SS-284)) یک زیردریایی بود که طول آن ۳۱۱ فوت ۹ اینچ (۹۵٫۰۲ متر) بود. این زیردریایی در سال ۱۹۴۲ ساخته شد.